# Sandro Büchel
Sandro Büchel (* 7. Juli 1991) ist ein Schweizer Unihockeyspieler auf der Position des Stürmers. Büchel steht beim Nationalliga A Verein UHC Waldkirch-St. Gallen unter Vertrag.

## Karriere
Büchel stiess zur Saison 2012/13 von United Toggenburg zum UHC Waldkirch-St. Gallen. Bereits zur Saison 2013/14 wurde Büchel ins Kader der ersten Mannschaft berufen.
Am 13. April 2017 gab der UHC Waldkirch-St. Gallen bekannt, dass er für eine weitere Saison dem Kader der Ostschweizer angehört.